# Palazzo Giannuzzi-Carissimo

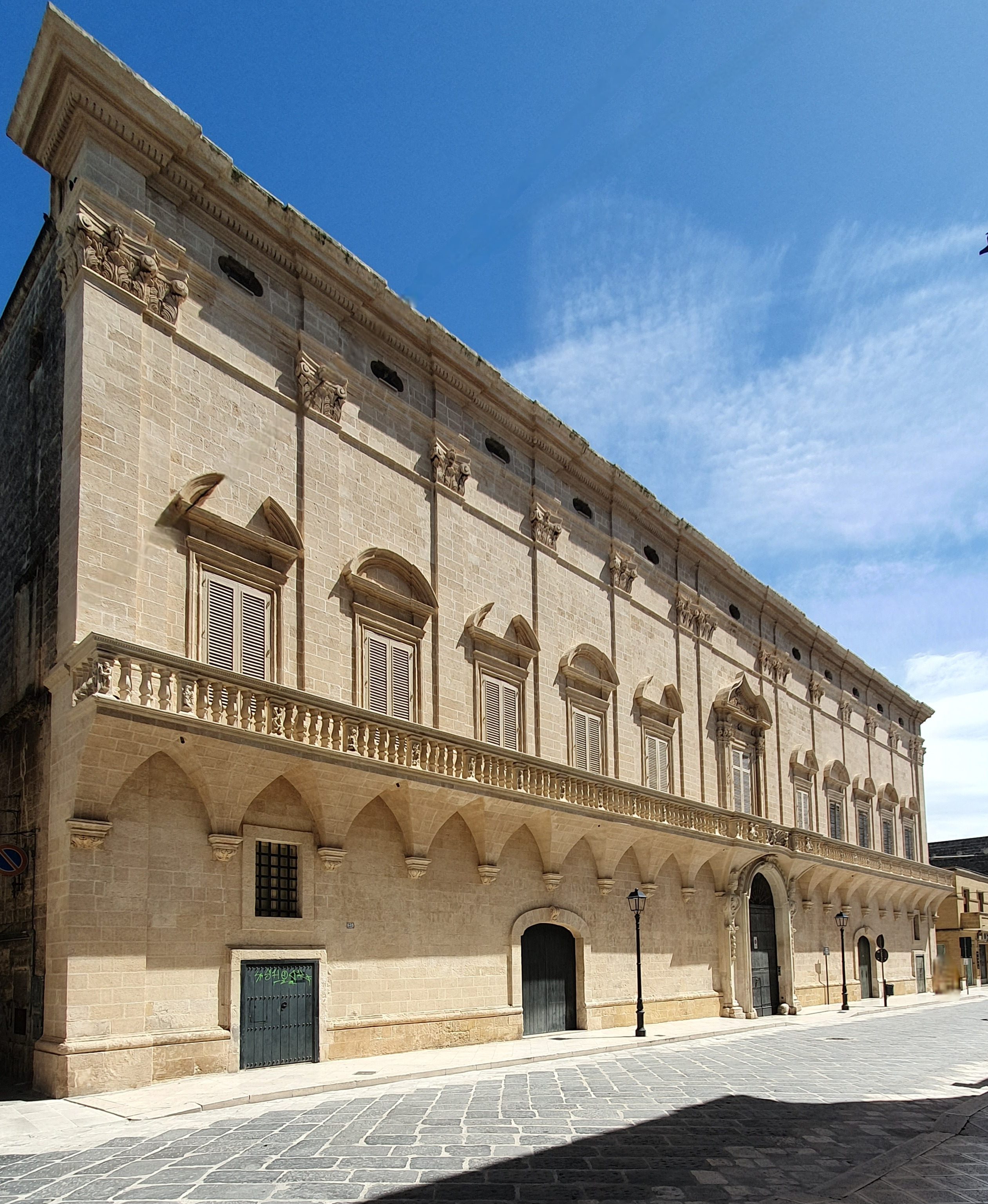
Palazzo Giannuzzi-Carissimo

Palazzo Giannuzzi-Carissimo è uno dei più grandi e bei palazzi di Francavilla Fontana, comune in provincia di Brindisi.
Fu costruito su ordine di Nicolò Giannuzzi nel 1727. Alla morte di Nicolò il palazzo passò ai Bottari, e successivamente al vescovo Luigi Margarita e dai suoi eredi ai Carissimo, attuali proprietari.

## Architettura

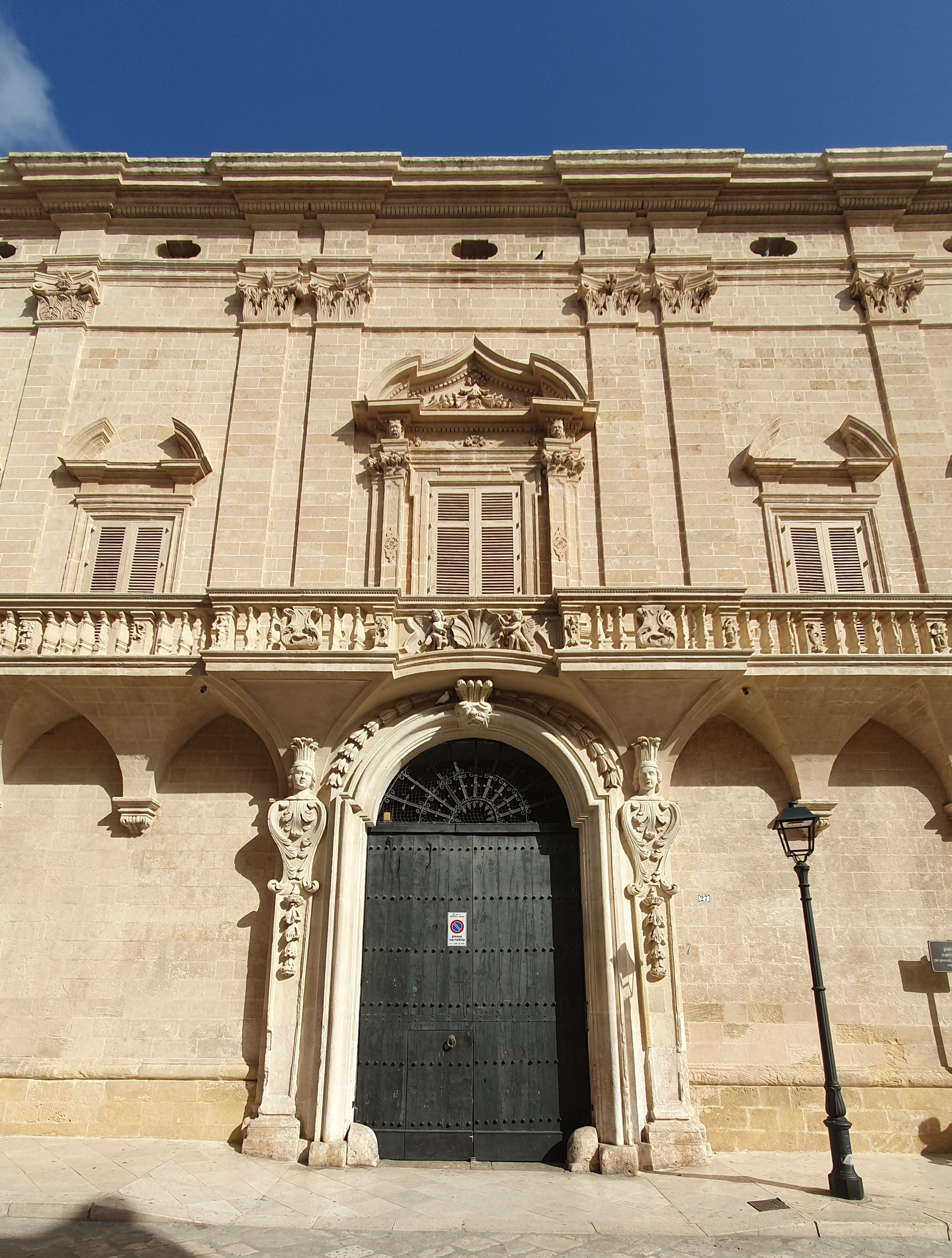
Ingresso principale di Palazzo Carissimo

Il palazzo, di cui non si conosce l'artefice, s'impone per la facciata, costituita da elementi che richiamano i palazzi tardo-rinascimentali. È composto da due piani ed un cortile interno. 
Sul prospetto spiccano orizzontalmente: la cornice marcapiano che segna lo zoccolo, il lungo balcone che ripartisce orizzontalmente la facciata e il coronamento dalla cornice aggettante e dalla linea ondulata.

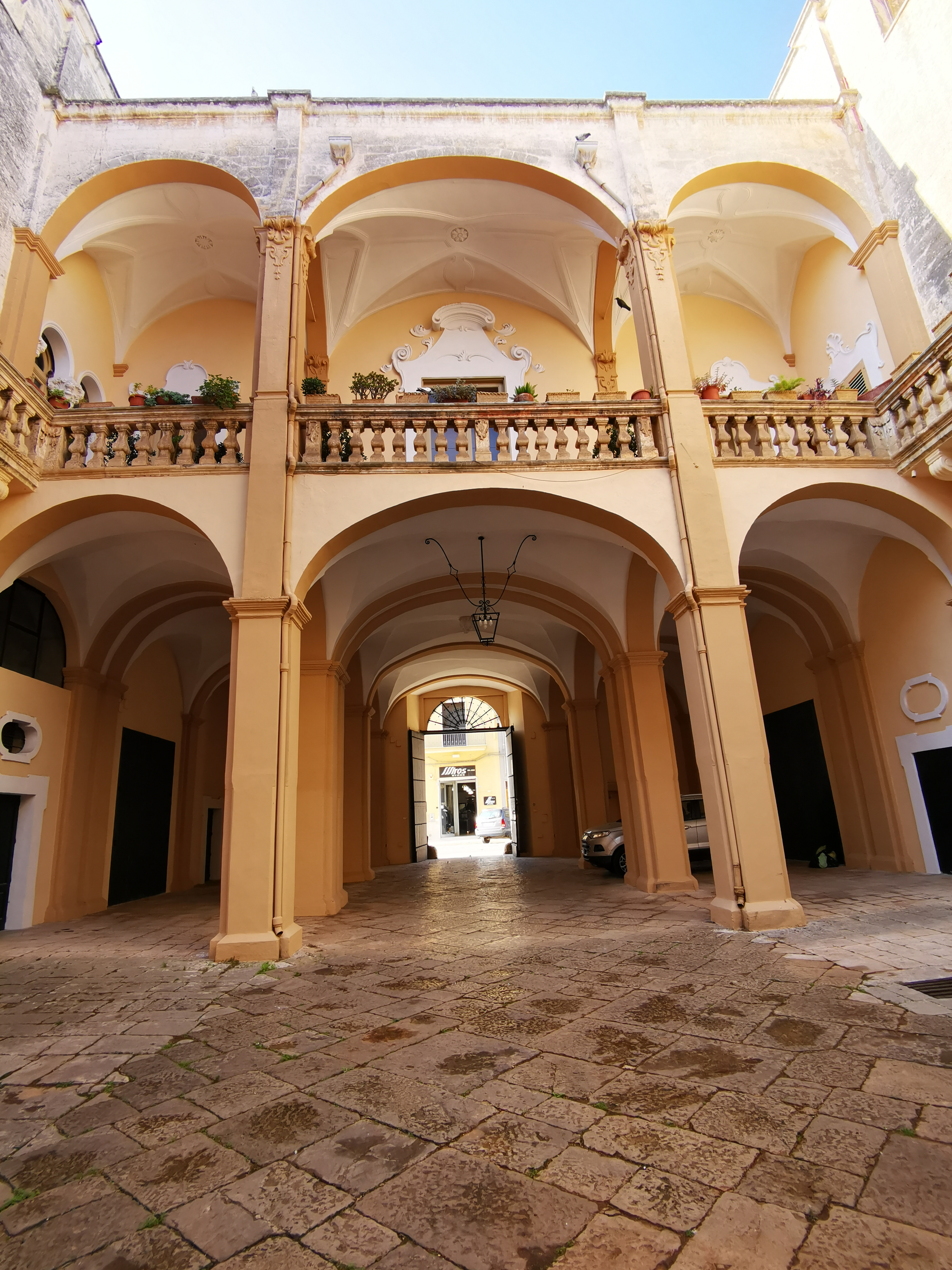
Loggiato all'interno del cortile, posto in direzione di via Roma

Il pianterreno ha lisce pareti, su cui si adagiano robusti mensoloni che terminano con capitelli pensili e su cui si notano agli estremi due piccole finestre rettangolari; al di sotto di esse vi sono due porte. Dopo l'ampliamento, eseguito tra il 1906 ed il 1908, le stanze del pianterreno da quindici sono state ridotte a nove per essere adibite a granai, ripostigli, rimesse per automobili, così il portone centrale rimane l'unica entrata (oggi le porte sono state nuovamente riaperte e al loro interno ci sono dei negozi).
Il portale, tipicamente settecentesco, è racchiuso da robusti pilastri che si congiungono con l'arco dalle linee scanalate, costituendo un corpo centrale che si stacca e continua nel primo piano. Un fregio floreale sormonta la parte superiore dell'arco finemente decorato, che lo raccorda allo sporto del balcone. A completare l'opera di raccordo tra gli elementi architettonici  e i motivi ornamentali sono le cariatidi, dal corpo rivestito da foglie d'acanto ondulate, che si adagiano sulle mensole della loggia e sui pilastri che racchiudono il portone.
A concludere la facciata è il cornicione, molto profilato e dal motivo a greca.
Dal portale si accede mediante l'androne con volta a botte nel cortile a portico, dopo il quale iniziava il giardino, oggi notevolmente ridotto dall'ammodernamento del palazzo che ha seguito lo stesso stile di quello antico.
Anche la disposizione degli ambienti interni risulta alterata alle forme originarie, ma ne ha replicati schema e gusto.